# انا گراوئر
اُنا گراوئر (انگلیسی: Ona Grauer؛ زادهٔ ۱۶ نوامبر ۱۹۷۵) یک هنرپیشه اهل کانادا است. وی از سال ۱۹۹۶ میلادی تاکنون مشغول فعالیت بوده‌است.
او در سنین کودکی به‌همراه خانواده‌اش به کانادا آمده و تباری نروژی، مجارستانی و آلمانی دارد.

## گزیدهٔ آثار

### سینما
- ایلیسیم (۲۰۱۳)
- پرسی جکسون و المپ‌نشینان: دزد صاعقه (۲۰۱۰)
- فیلم لیزی مک‌گوایر (۲۰۰۳)

### تلویزیون
- زمزمه (۲۰۱۵)
- پیکان (۲۰۱۳)
- فرینج (۲۰۱۲)
- وی (۲۰۱۱)
- سوپرنچرال (۲۰۰۷)
- اسمالویل (۲۰۰۴)
- تارزان (۲۰۰۳)
- دروازه ستارگان اس‌جی-۱ (۲۰۰۲)